# Rua (Rapperin)
Rua (bürgerlich Rokaya Dewedar) ist eine deutsche Rapperin.

## Leben
Rua hat marokkanische und ägyptische Wurzeln. Sie wuchs im Münchener Stadtviertel Messestadt auf. Nach eigenen Angaben schrieb sie ihren ersten Songtext mit zwölf und ihren ersten Raptext mit 15 oder 16 Jahren. Unter dem Namen RuSeven lud sie im Internet mehrere Handyvideos hoch. 2019 wurde PA Sports auf sie aufmerksam. September 2020 kündigte er in einem Statement auf Instagram an, mit Rua erstmals eine Rapperin auf seinem Label Life is Pain unter Vertrag genommen zu haben.
Eine Woche später erschien Ruas erste Single Bad and Boujee. Im Oktober folgte mit Casa Blanca die zweite Singleauskopplung. Im dazugehörigen Musikvideo treten auch die Life is Pain Signings Jamule, Fourty und Hamzo 500 in Erscheinung. Im November kam es im Zuge einer Instagram-Fragerunde von Rua, in welchem sie u. a. eine Ansage des Rappers Manuellsens an PA Sports als „Kindergarten“ bezeichnete und darauffolgenden mehrfachen Beleidigungen seitens Manuellsen gegenüber Rua, zu Verwerfungen zwischen ihm und PA Sports. Letztendlich wurde der Streit geklärt und Manuellsen entschuldigte sich. Im selben Monat wurde außerdem ihre dritte Single Wenn du schläfst veröffentlicht. Den Song hat sie ihrem Freund und Nachbar Bashaar gewidmet, welcher seit Januar 2020 im Koma liegt und auch im Song Erwähnung findet. Rua bezeichnete das Lied im Anschluss als ihre bis dato emotionalste Single.

## Diskografie
Studioalben
- 2021: Welcome 2 Agrabah
- 2023: Dirty South

Singles
- 2020: Bad and Boujee
- 2020: Casa Blanca
- 2020: Wenn du schläfst
- 2021: Kein Mann
- 2021: Squad X Showtime (PA Sports feat. Jamule, Kianush, Hamzo 500, Fourty & Rua)
- 2021: Red Flags
- 2021: Bitch Silence
- 2021: Agrabah
- 2022: Big Poppa
- 2022: Gasolina
- 2022: Cool Kids
- 2022: Komm mit mir (feat. Namika)
- 2023: Wow

## Auszeichnungen
Hiphop.de Awards
- 2021: „Bester Newcomer national“[15]